# Litio de Puno

La provincia de Carabaya, lugar donde se concentra el litio.

El litio de Puno es el término genérico que reciben los yacimientos de litio en el departamento de Puno, al sur del Perú. Dicha área se encuentra aislado del triángulo del litio entre Argentina, Bolivia y Chile, pero tiene las reservas de 4.71 millones de toneladas, lo que coloca al litio puneño como el sexto mayor del mundo en cantidad.
Aunque, el litio del departamento de Puno se encuentra en su mayoría mezclado con reservas de uranio, lo que dificulta su extracción por las cuestiones ambientales que generaría liberar el uranio en el ecosistema regional.

## Historia

### Lago de litio

Cerros de Macusani.

Las primeras reservas de litio y uranio fueron descubiertas en 2017 en un lago prehistórico de lava, que fue nombrado como el «lago de litio», dicho yacimiento se encontraba entre los distritos de Corani y Macusani, en la provincia de Carabaya, cerca a la frontera con Bolivia. El principal yacimiento fue nombrado como Falchani en la meseta de Macusani.

### Otras reservas
En 2019 al norte del departamento de Puno se descubrió un área de yacimientos de litio puro cerca a la Triple Frontera Bolpebra, dicha área es denominada como las «Tres Hermanas» de seis kilómetros, su principal yacimiento se encontraba en Quelcaya. Ese mismo año, se estudiaba la posibilidad de que el litio puneño pudiera también encontrarse en arcilla.

## Explotación
En 2020 el entonces ministro de Energía y Minas, Jaime Gálvez expresó que la empresa canadiense Macusani Yellowcake esta proyectando separar el litio y el uranio, además de crear un instrumento de gestión ambiental (IGA) para explorar zonas de Puno que contenga reservas puras de litio.

## Posiciones
Las posiciones entre las empresas y las empresas con el Estado peruano sobre el litio divergen. Existe un litigio entre el Instituto Geológico, Minero y Metalúrgico y la Plateau Energy (Macusani Yellowcake)  por la titularidad de 32 concesiones de 152 sobre el litio puneño.
Plateau llegó a cerrar un contrato con Lithium Américas (American Lithium) vender sus activos mineros de litio y uranio en el departamento de Puno. Macusani Yellowcake expresó que busca la «producción de carbonato de litio de grado batería» mediante una refinería, y no la mera extracción y exportación del litio crudo.
PwC informó que el Perú puede convertirse en un fabricante de autos eléctricos.